# Cipla
Cipla est une entreprise de l'industrie pharmaceutique qui fait partie de l'indice boursier BSE Sensex.

## Historique
Cipla est créée en 1935.
En 2013, Cipla acquiert l'entreprise sud-africaine Medpro pour 512 millions de dollars.
En septembre 2015, Cipla acquiert InvaGen Pharmaceuticals et Exelan Pharmaceuticals, deux entreprises pharmaceutiques américaines pour 555 millions de dollars.

## Productions
- Produits pharmaceutiques : médicaments destinés au traitement des maladies cardiovasculaires, ophtalmiques et dermatologiques, des troubles respiratoires, des cancers, des allergies, et des infections..
- Produits vétérinaires.

## Principaux actionnaires
Au 14 janvier 2020:
| Yusuf Khwaja Hamied                               | 20,3% |
| ICICI Prudential Asset Management                 | 6,41% |
| Sophie Ahmed                                      | 5,70% |
| Mustafa Khwaja Hamied                             | 4,29% |
| Life Insurance Corp. of India                     | 3,48% |
| Colonial First State Asset Management (Australia) | 3,41% |
| HDFC Asset Management Co (Invt Mgmt)              | 3,28% |
| Comgest                                           | 3,13% |
| First State Investment Management                 | 2,85% |
| Dodge & Cox                                       | 2,28% |

## Controverses
Certains de ses médicaments vendus sur le web sont considérés non conformes en France. Par exemple, en 2011, le MTP KIT, présenté comme un médicament de l'interruption volontaire de grossesse, est déclaré illicite.